# گورخر گروی
گورخر گروی یا گوراسب گروی (نام علمی: Equus grevyi) نام یک گونه از سرده اسب‌ها است.